# 요한 빌헬름 스넬만

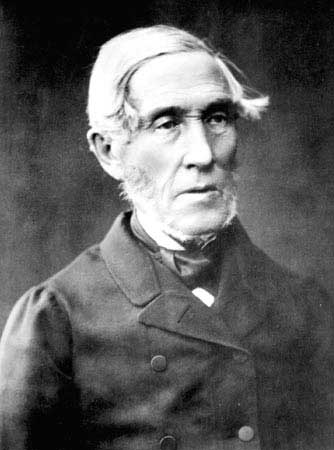
1870년대의 스넬만.

요한 빌헬름 스넬만(스웨덴어: Johan Vilhelm Snellman [ˈjuːhan ˈvɪlːhɛlm ˈsnɛlːman][*]: 1806년 5월 12일 스톡홀름-1881년 7월 4일 키르코눔미)는 핀란드의 철학자, 작가, 언론인, 정치인이며, 19세기에 가장 영향력이 컸던 페노만이었다. 핀란드어의 지위 확립과 핀란드 마르카화 도입에 큰 역할을 했다. 핀란드의 국민철학자이자 핀란드 역사에서 가장 중요한 민족자각운동가로 여겨진다.